# Bierglas
Ein Bierglas ist ein Trinkgefäß aus Glas in verschiedenen Formen, das hauptsächlich zum Ausschank von Bier verwendet wird. Der Werkstoff Glas ist typisch und namensgebend für das Bierglas, zudem kommen transparente lebensmittelechte Kunststoffe für solche Trinkgläser zum Einsatz, beispielsweise wegen der erhöhten Bruchsicherheit im Masseneinsatz zu Volksfesten. Die grundlegenden Formen einiger Biergläser decken sich mit den aus Steingut gefertigten „tönernen“ Bierkrügen. Das Fassungsvermögen der meisten Biergläser beträgt 0,3 Liter oder 0,5 Liter.
Viele Restaurants folgen nicht mehr den lokalen oder regionalen Traditionen, um das typische Glas für die Biersorte auszuwählen. Andererseits wird durch Markenbindungen von der gebundenen Brauerei das gesamte Zubehör einschließlich passender Gläser geliefert. Die auf Biersorten bezogenen Formen sollen den besonderen Geschmack der Biere unterstützen.

## Traditionelle Gläserformen
Aus trinktechnischen Gründen – Geschmackswahrnehmung und Handhabung – und andererseits aus den regionalen Gewohnheiten bestimmter Biersorten wurden traditionell unterschiedliche Bierglasformen entwickelt oder bevorzugt. Klare Grenzen gibt es keine mehr, weil manche Biersorten und ihre Gläser überregional populär geworden sind:
- Pils wird meist in der Pilstulpe serviert.
- Das bayerische Weizenbierglas ist typisch in seiner Form für Weizenbier. Das Glas erweitert sich vom Fuß nach oben und schließt sich zum Rand zu wieder etwas. Mit der weiteren Verbreitung dieser Biersorte kam es bundesweit zum Einsatz.
- Der doppelkonisch geformte Willibecher für Helles ist die Standardform eines schwach-bauchigen Bierglases.
- Der Maßkrug für Helles wird meist als Literglas (= Maß) genutzt und besitzt einen Henkel für die bessere Handhabung.
- Eine Besonderheit, da es kein (Bier-)Glas ist, bildet der Zoigl-Steinkrug. Er entwickelte sich mit dem Zoigl. Durch sein Material, das frisch gefülltes Bier lange kühl hielt, gewann der Steingutkrug eine weitere Verbreitung.
- Das Bockbierglas ist ein Henkelglas in bauchiger Form.
- Ein Deckelglas hat einen am Henkel befestigten gläsernen oder metallenen Klappdeckel, der verhindern soll, dass (dort wo wegen Nutztierhaltung viele Fliegen in der Luft sind) fliegende Insekten das Bier aufsuchen und verunreinigen.
- Der Schwarzbierpokal ist ein gestieltes Kelchglas, das für Schwarzbier genutzt wird.
- Für Exportbier hat sich der Glaskrug eingebürgert. Er ist mit seiner zylindrischen Form und einem Henkel gut nutzbar und handlich, wenn auch in kleinerer Maßung als der bayrische (Liter-)Maßkrug.
- Das Dortmunder Stößchen ist ein schlankes, nach oben konisches Bierglas und eine lokale Spezialität, in der Exportbier ausgeschenkt wird. Im Original hatte es keinen Füllstrich, das Fassungsvermögen ist nicht festgeschrieben und liegt zwischen 0,1 und 0,18 Litern. Seit 2004 gibt es einen Füllstrich bei 0,1 l.[2]
- Das ortstypische Kölsch wird in der Kölner Stange  ausgeschenkt. Die Kölschstange ist ein zylindrisches Bierglas. Das kleine Biermaß führt dazu,[3] dass es schneller ausgetrunken ist und so öfters nachgefüllt wird.[4]
- Im benachbarten Düsseldorf wird der meist zylindrische, mitunter leicht konische Altbierbecher für das Düsseldorfer Alt genutzt.
- Die Bierkugel für Exportbier ist ein geschwungenes Glas, das auf einem Stiel einen kugeligen nach oben öffnenden Inhalt besitzt.
- Im Hannover-Tönnchen, einem konischen Glas, wird Pils ausgeschenkt.
- Der Bockbierkrug ist hier eine größere Fassung eines zylindrischen gläsernen Krugs mit Henkel.

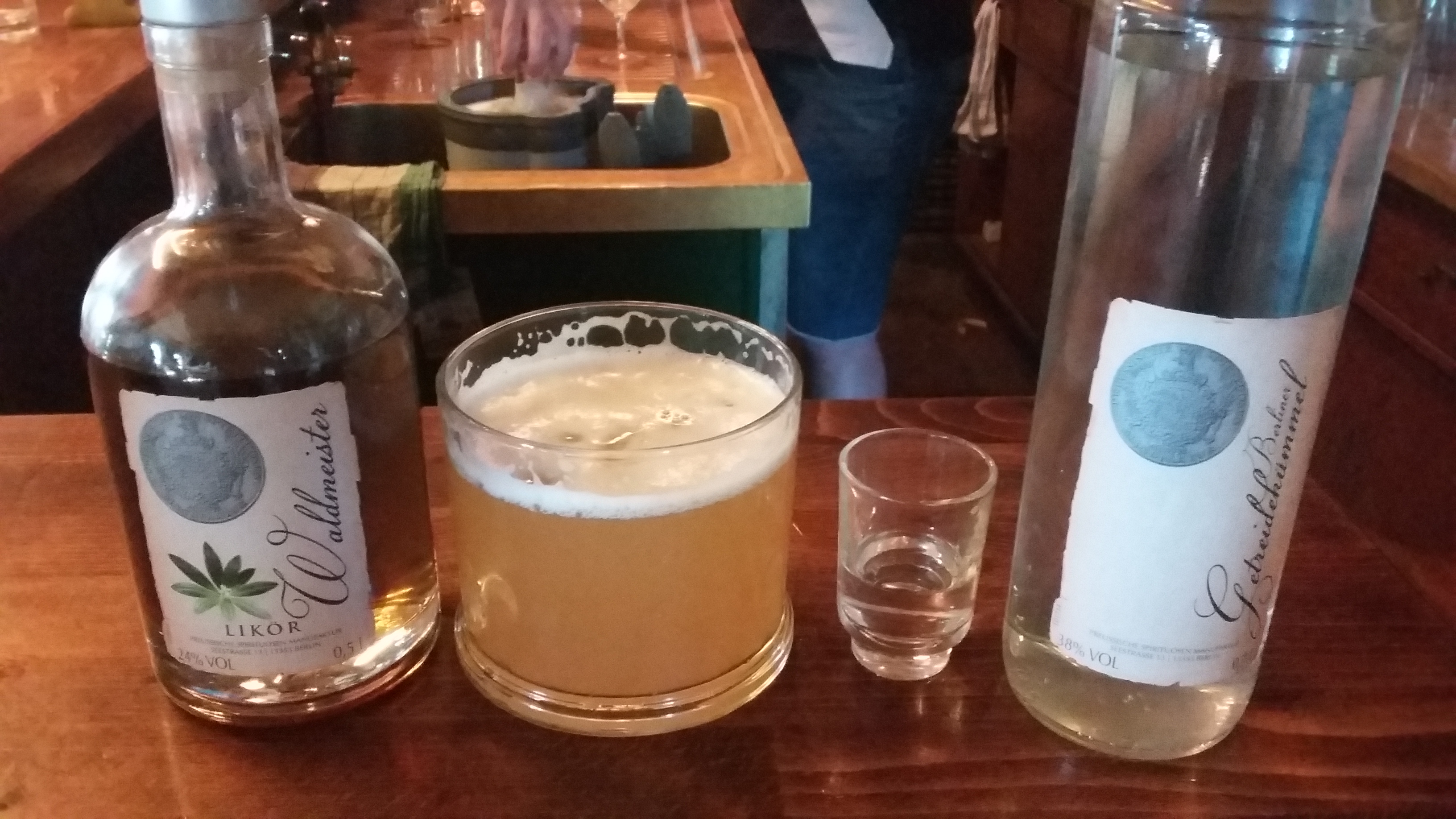
Berliner Weisse von der VLB mit Waldmeister-Likör und Kümmel-Schnaps

- Die Berliner Weisse benötigt eine Berliner-Weisse-Schale, eine halbkugelförmige Schale mit langem Stiel.

## Weitere Gläserformen

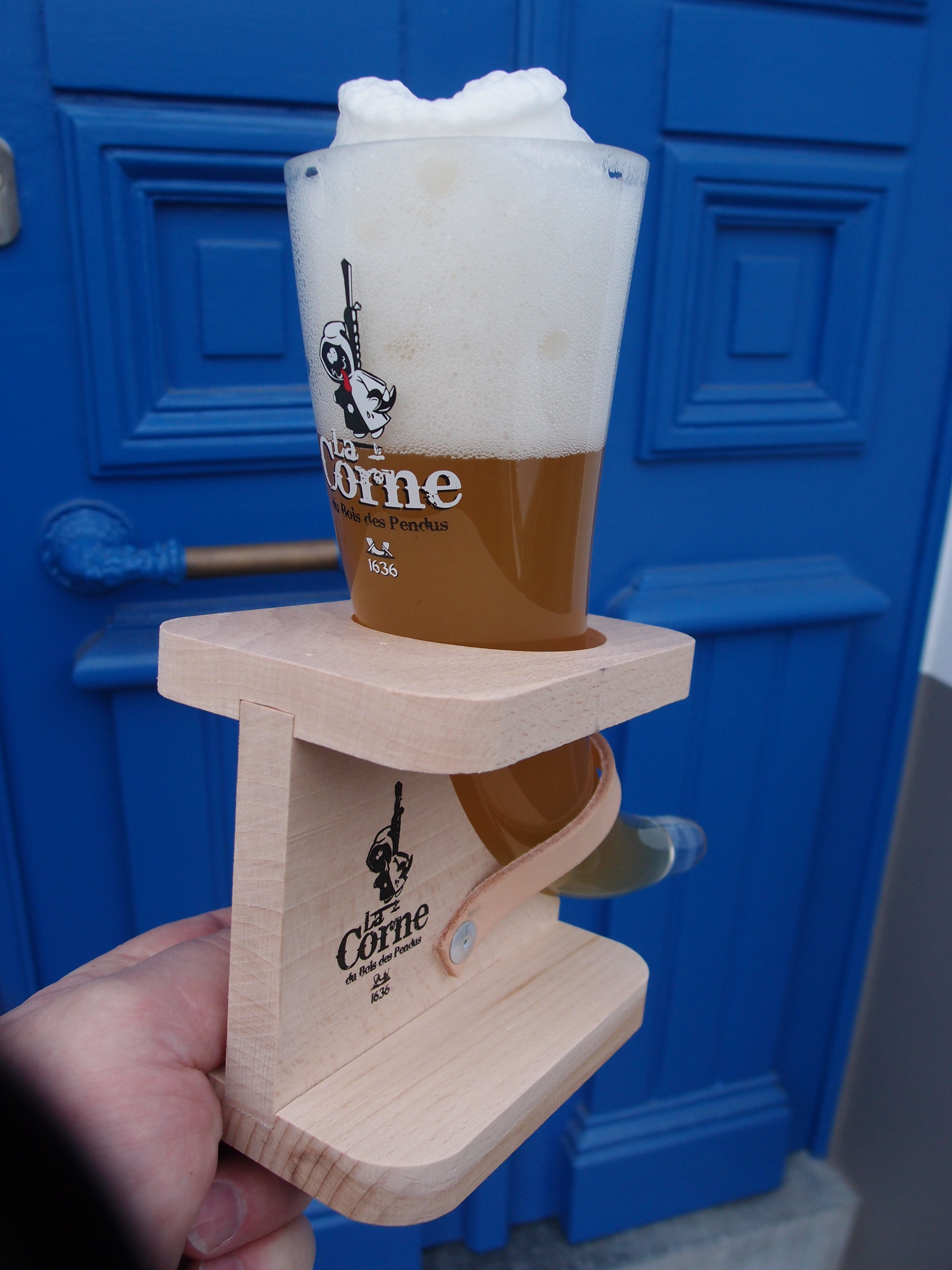
Belgisches Trinkgefäß in Form eines Stierhorns

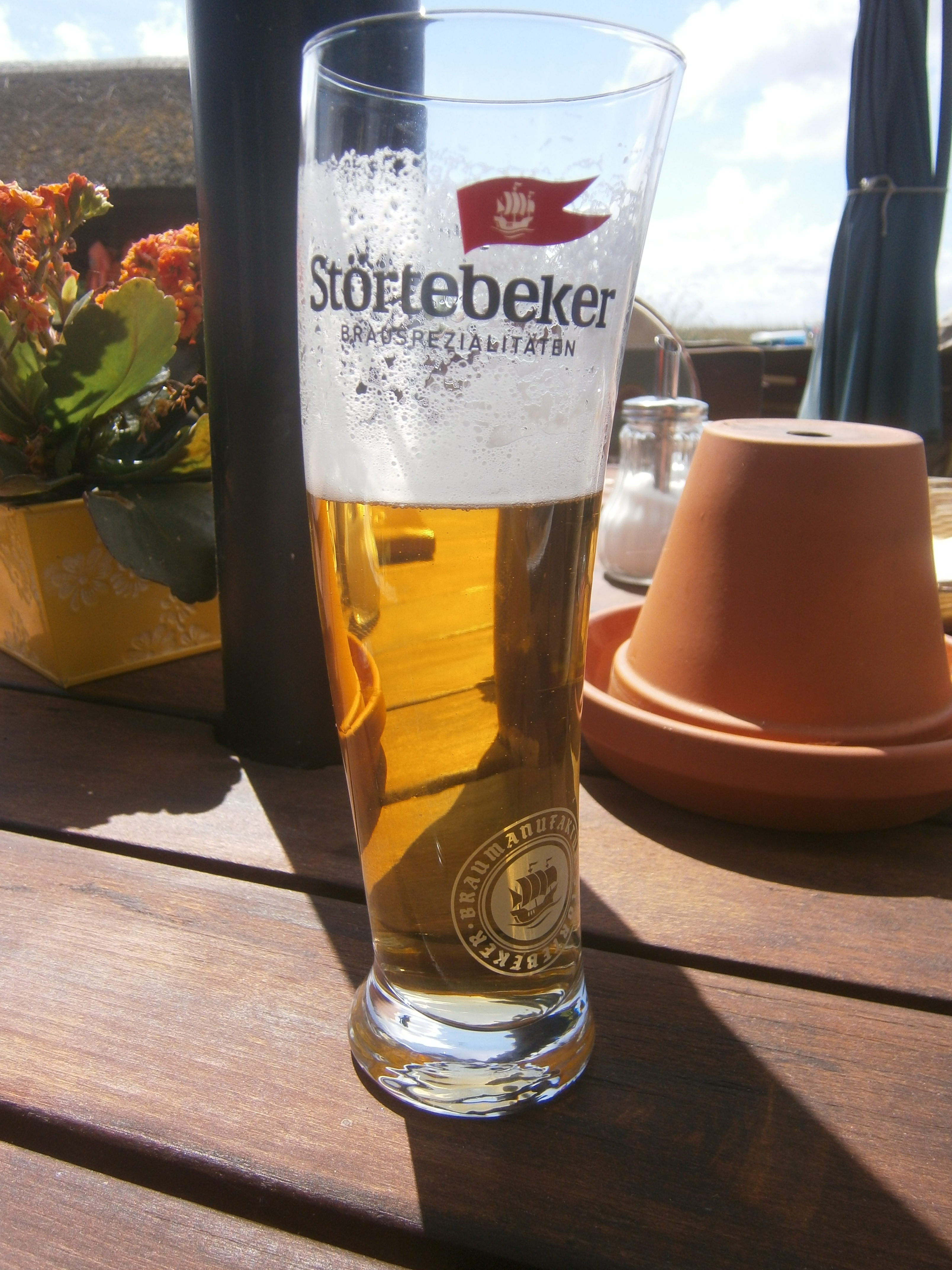
Designerbierglas in Form eines Segels einer Stralsunder Brauerei

Nach seinem Erfinder Willy Steinmeier benannt ist der doppelkonige, nach oben leicht bäuchig werdende Willybecher. Er ist seit der Erfindung 1954 das deutsche Standardglas für den üblichen Restaurantausschank und den Hausgebrauch. Speziell im Restaurantbetrieb haben diese dünnwandigen Gläser den Vorteil, dass sie bei geeigneter Stand- und Formfestigkeit nach dem warmen Spülbad schneller auskühlen, um das frische Bier aufzunehmen. Schwere, weil dickwandige gläserne (oder irdene) Humpen besitzen dagegen den Vorteil, im Betrieb bruchfester zu sein. Mit einem Henkel zur besseren Handhabung ist die Bezeichnung Henkelglas geläufig, andere Namen sind in Übereinstimmung mit den Tonkrügen Bierkrug oder Bierseidel.
Neben den durchgehenden Bierbechern sind die gestielten Gläser eine weitere Gruppe von Glasern. Diese sind zum Schwenken geeignet, wobei die Blasenbildung angeregt wird, um die Bierblume aufzufrischen. Grundform ist die Pilstulpe mit einer langen Schale auf einem relativ kurzen Stiel und einer Blume ähnlichen Form. Der Bierkelch, ein Glas für edle Biere und den Biersommelier, besitzt ein breiteres und kürzeres Oberteil auf einem längeren Stiel. Das Nosing-Glas (Bierschwenker) mit seiner großen breiten Schale auf einem kurzen Stiel wird besonders für dunkle (also malzige) und andere Spezialbiere eingesetzt, die mit ihrer Konsistenz geschüttelt werden. Der Bierpokal ist das kurzstielige Bierglas mit einer langen, meist konischen Schale und eignet sich besonders für Pilsner und stark gehopfte Biere. Die Bierkugel besitzt auf einem Stielfuß einen (unten) kugelförmigen Teil, der sich nach oben öffnet, und ist gleichfalls zum Schwenken geeignet. Die dem Sektglas ähnliche Bierflöte hat eine schmale, lange obere Schale auf einem Stielfuß und wird für wird für kleinere Maße oder edlere Biere genutzt, wodurch dennoch ein volles Glas angeboten wird.
Eine lokale Form bildet der Tübinger Bierseidel und die abgeleiteten Formen. Im englischsprachigen Raum wird das Pintglas in zylindrischer oder konischer Form genutzt, das ein Pint Bier aufnimmt. Der Stiefel ist ein hohes Glasgefäß in Form eines Stiefels in Gebrauch, das für Trinkspiele und als Attraktion beim Trinkgelage genutzt wird. Neben diesen Begriffen sind gesondert in der Schweiz die Bezeichnungen Herrgöttli, Kübli und Rugeli verbreitet. Der Augenkanne geben runde Einbuchtungen auf der Glasaußenseite des Maßkrugs ihre Bezeichnung. Es ist eine traditionelle Glasform, wobei der Begriff „Augenkann“ in Österreich und Bayern üblich ist. An sich tritt diese Verzierung eher auf bauchigen Gefäßen auf. Vorzugsweise auf zylindrischen Bierseideln (Henkelgläser, Bierkrüge) existieren verschiedene Formen von Längsrillen, gerundet oder erhaben in verschiedener Breite, die der Stabilität des Gefäßes dienen sollen und einen optisch besseren Eindruck geben.
In neuerer Zeit werden von Brauereien marktorientierte Gefäßformen mit besonderem Design als Alleinstellungsmerkmal entwickelt. Beispiel für die Aufnahme von Traditionen ist das Segelglas für (norddeutsches) Weißbier aus der Stralsunder Störtebeker Braumanufaktur. Dieser segelförmig (spinnakerartig) gebogene leicht konische Bierbecher wird beworben als das „Weißbierglas für den Norden“. Die Tradition des Piraten Störtebecker wird hier mit der Segelschifffahrt verbunden. Neben dem Produktdesign musste bei der Entwicklung auf die Eignungsform für das Getränk Bier geachtet werden.
Es werden verschiedene Bauchformen oder Gravierungen entwickelt, die das eigenständige Produktdesign unterstützen (Geschmack als Form). Ein anderes Designerstück ist ein doppelwandiges Bierglas mit luftgefülltem Zwischenraum, welches das Bier länger kühl halten soll. Dem Zeitgeist entsprechend und verkaufsfördernd soll das 2013 vorgestellte „Offline-Bierglas“ sein, um auf diese Weise (störendes) Telefonieren beim Biertrinken zu verhindern; es steht wegen einer Stufe im Boden nur mit untergelegtem Smartphone kippfest und gerade.

Grundlegende Formen
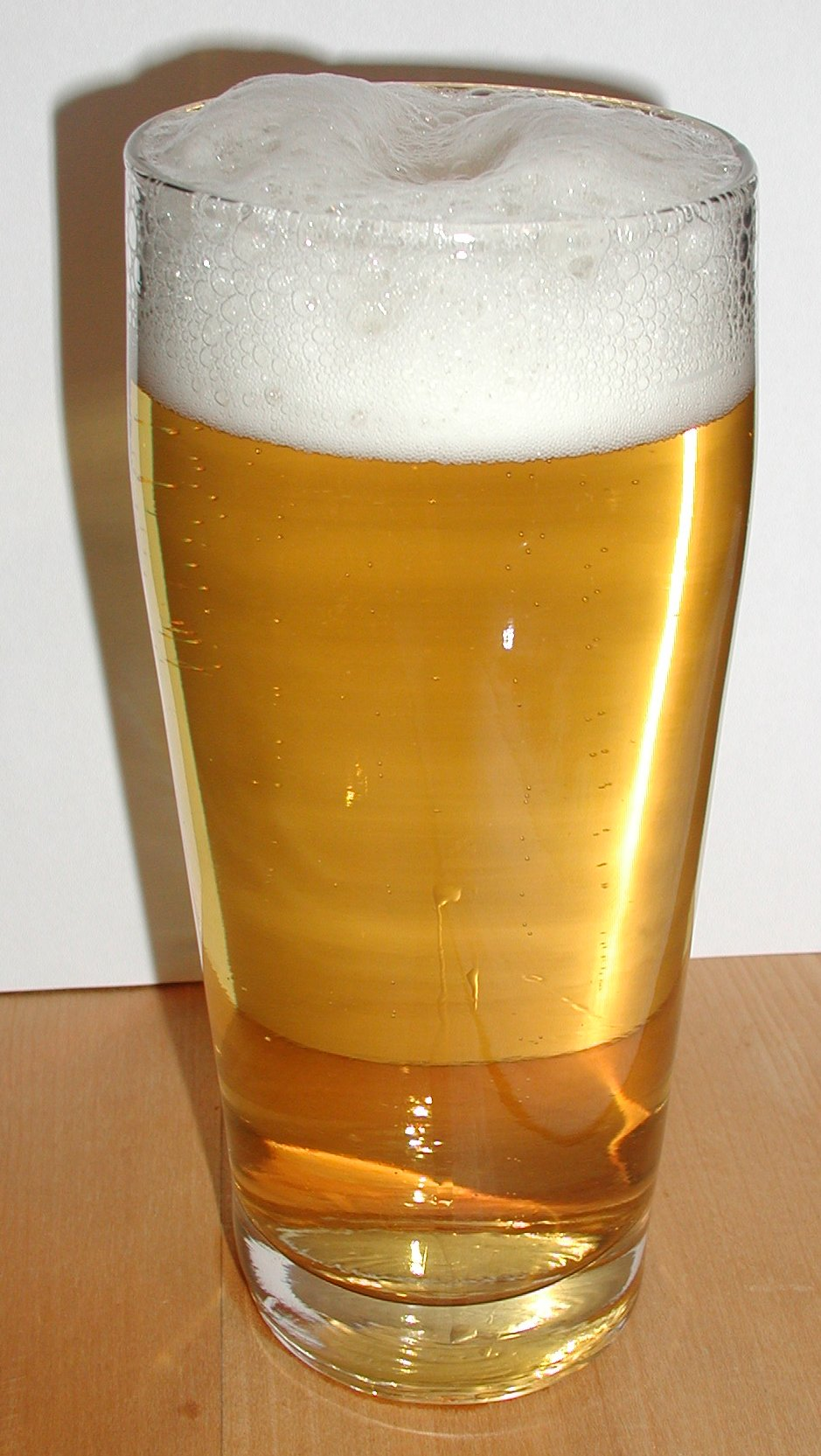
Willibecher
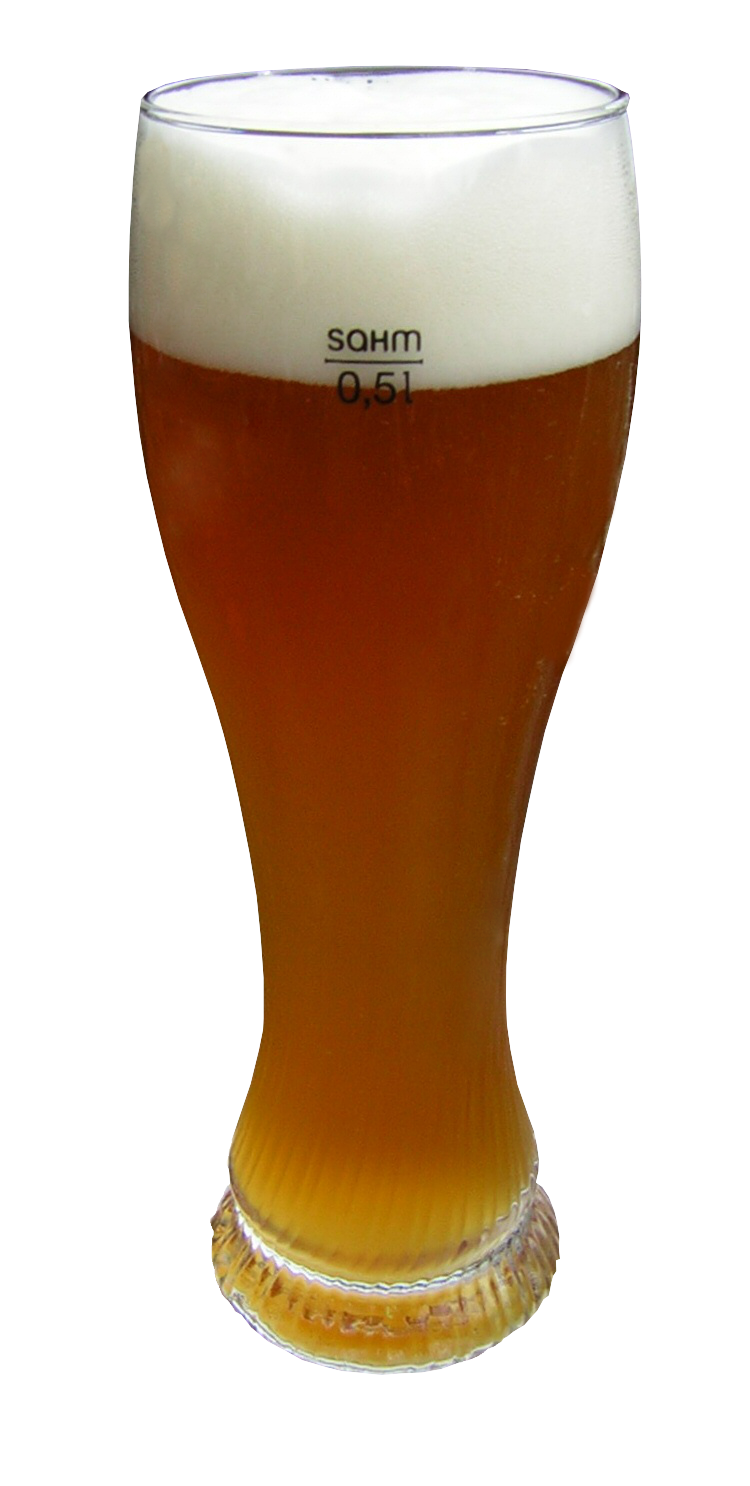
Weißbiertulpe
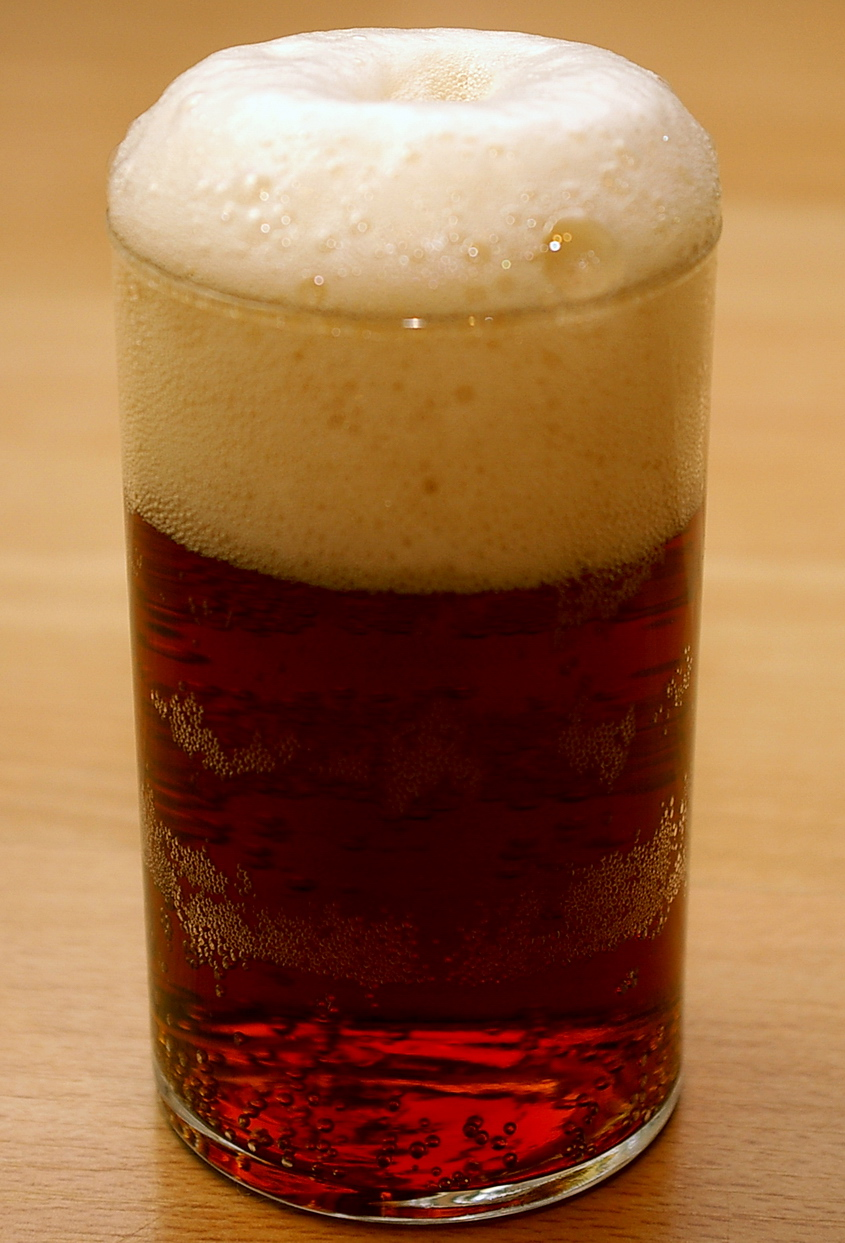
Altbierbecher
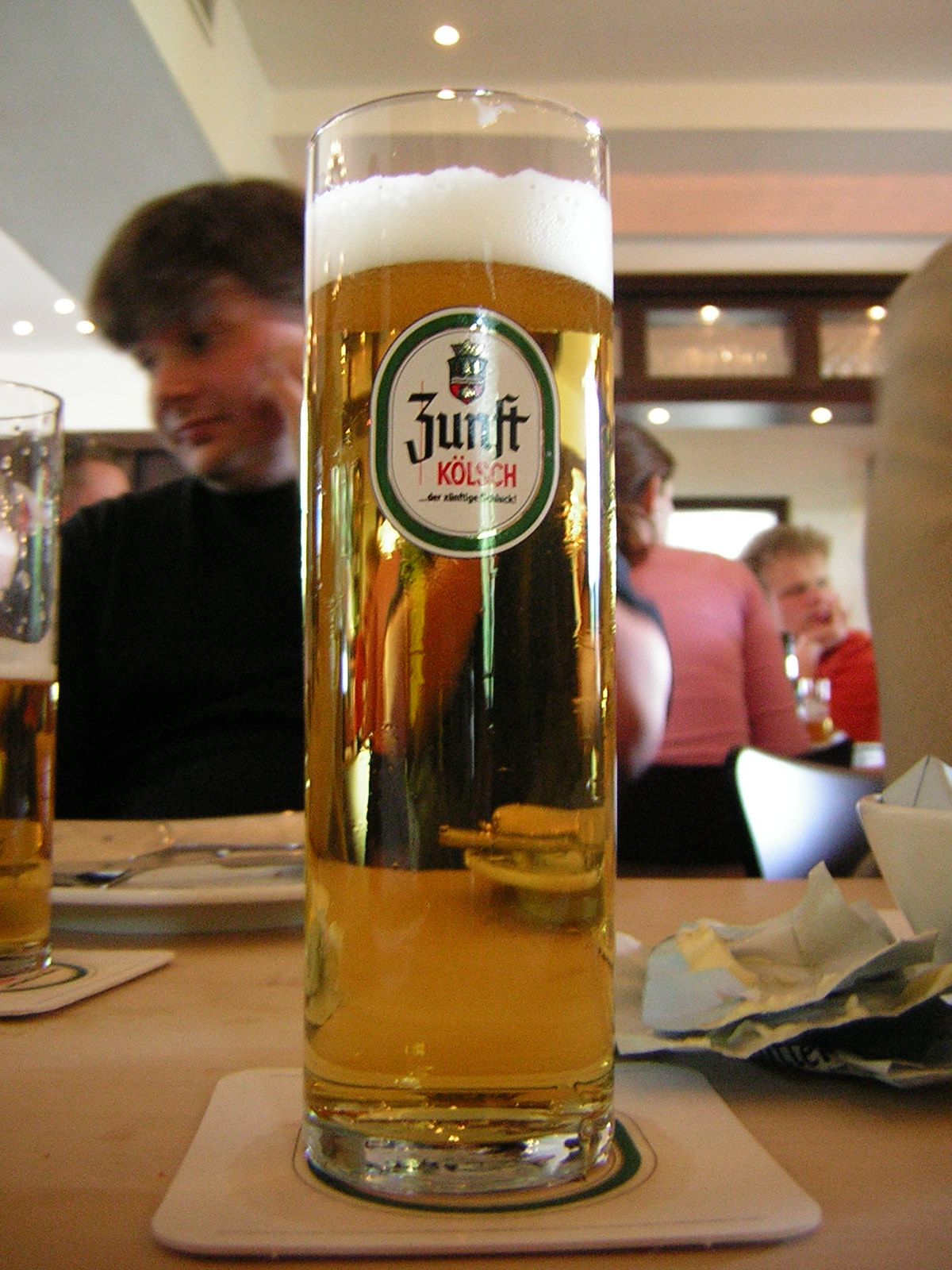
Kölschstange
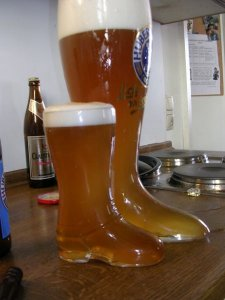
Stiefelglas
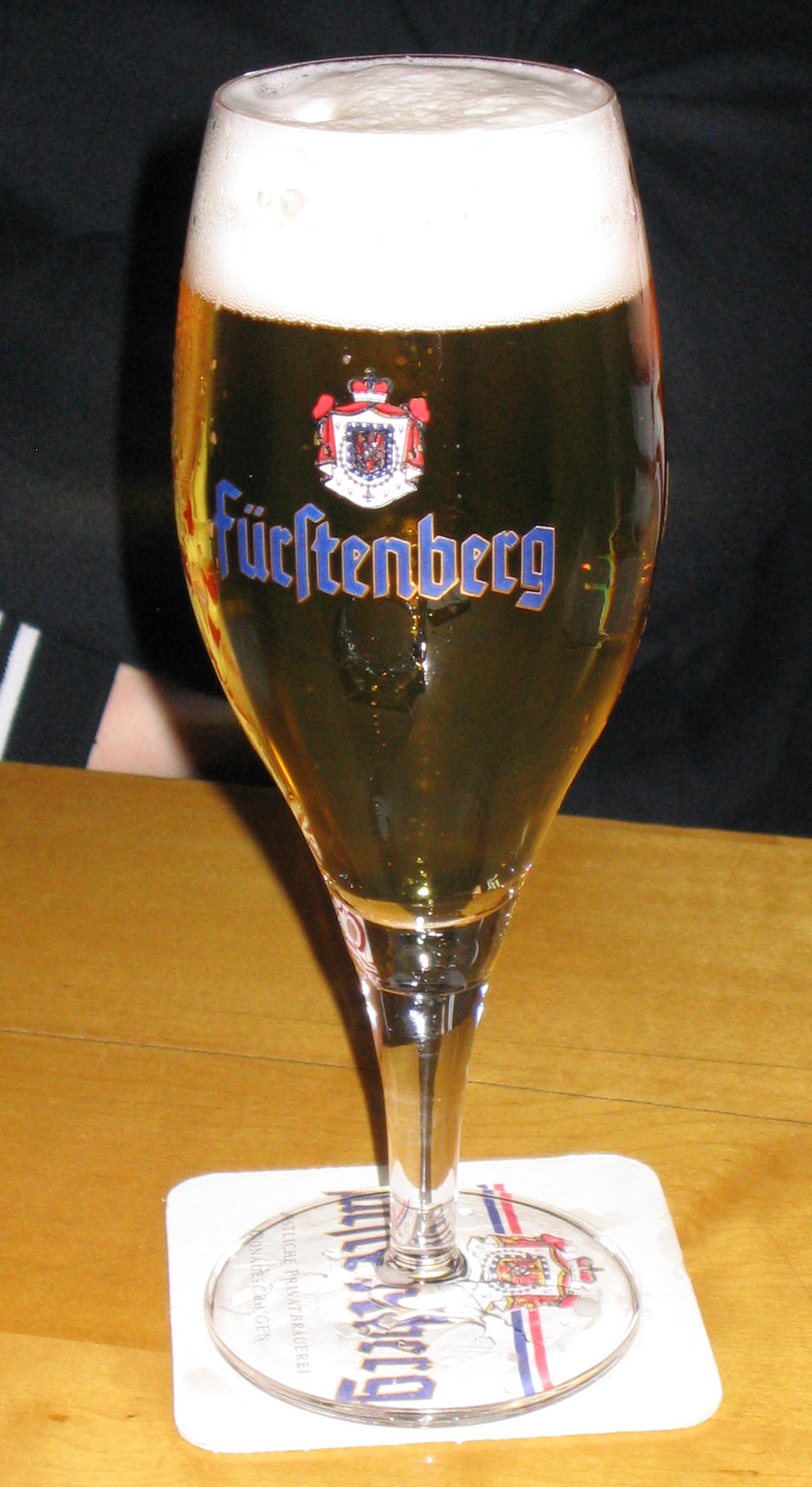
Gestielte Biertulpe
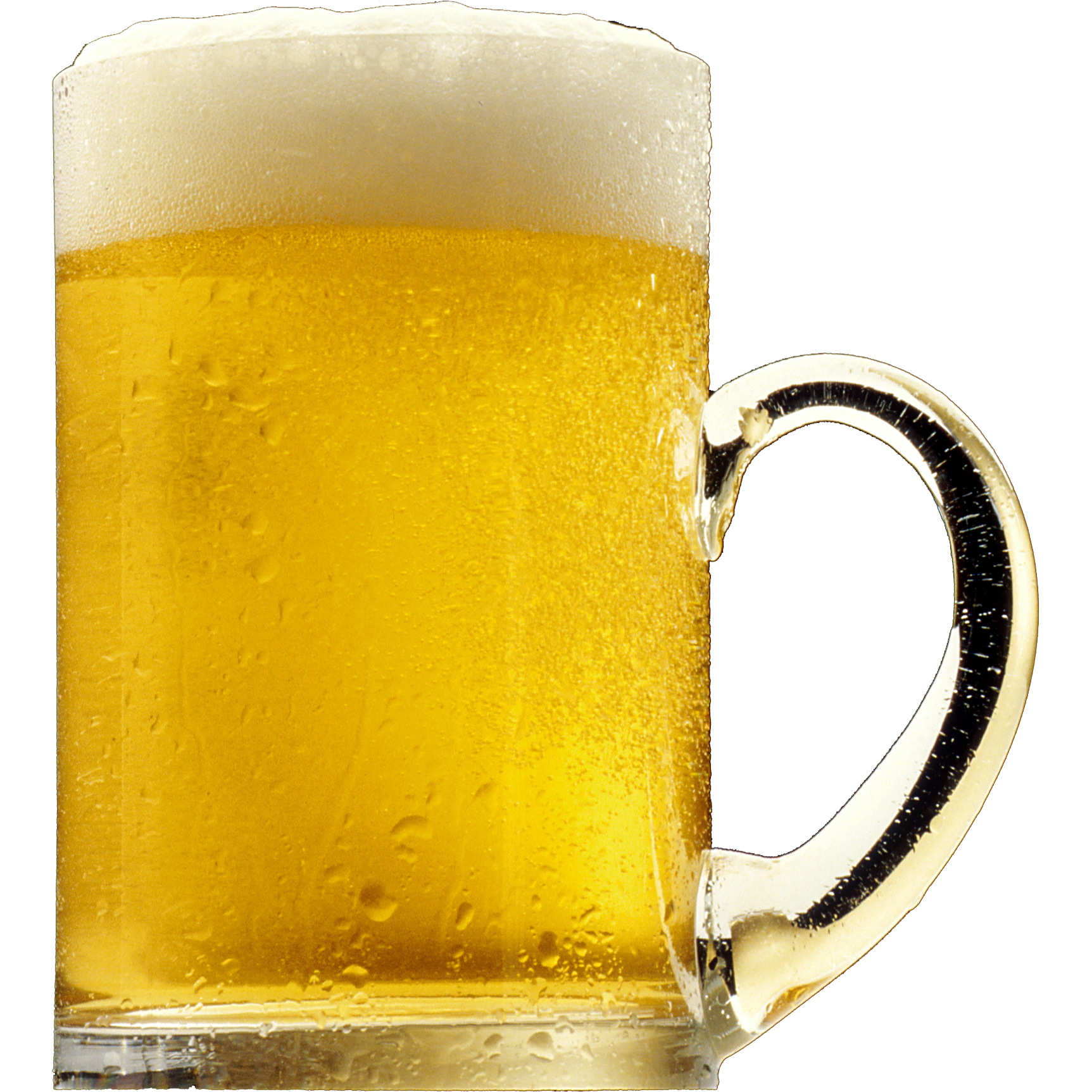
Henkelglas
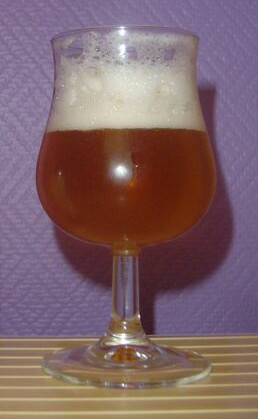
Bierkugel
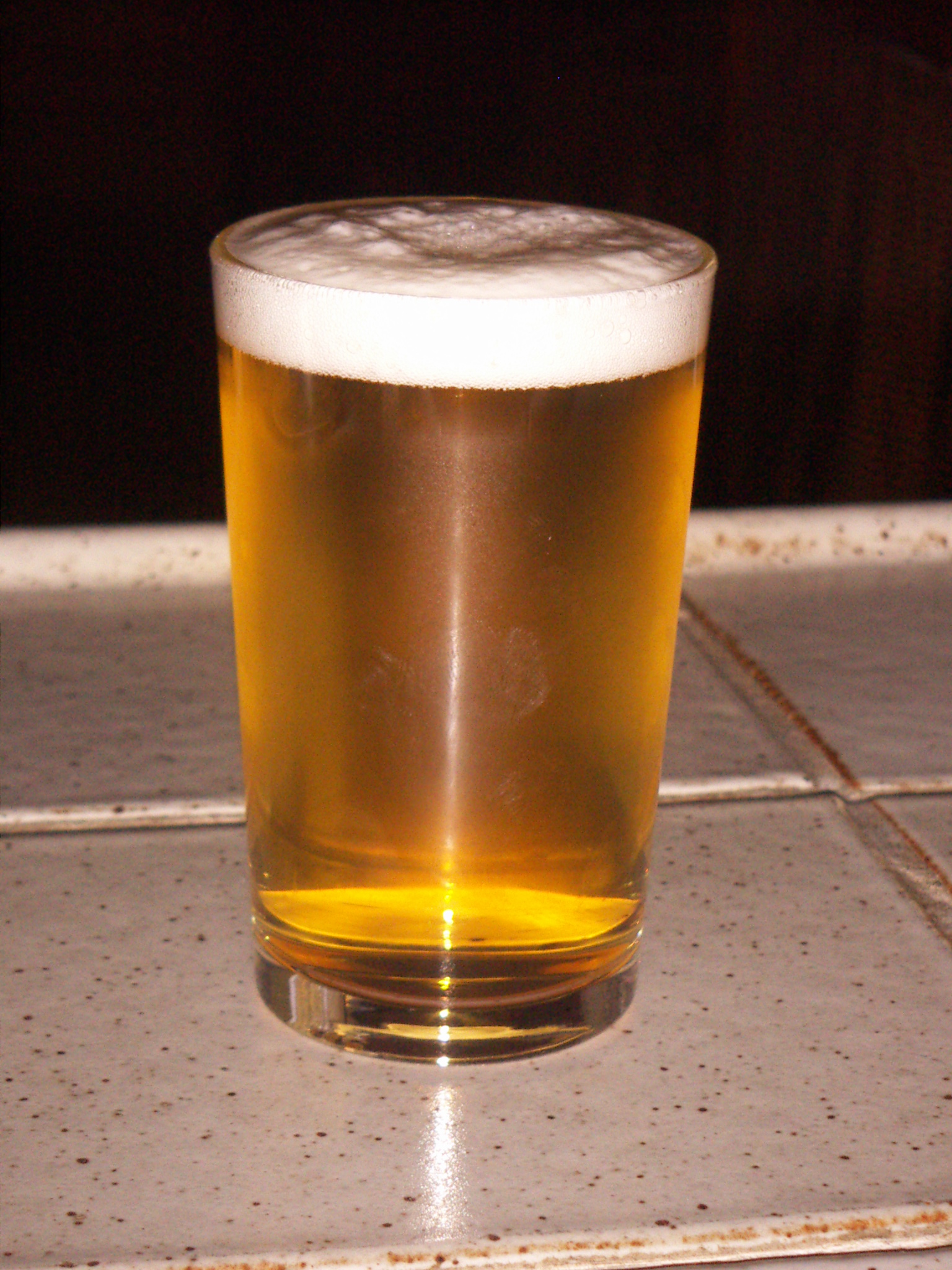
Stößchen
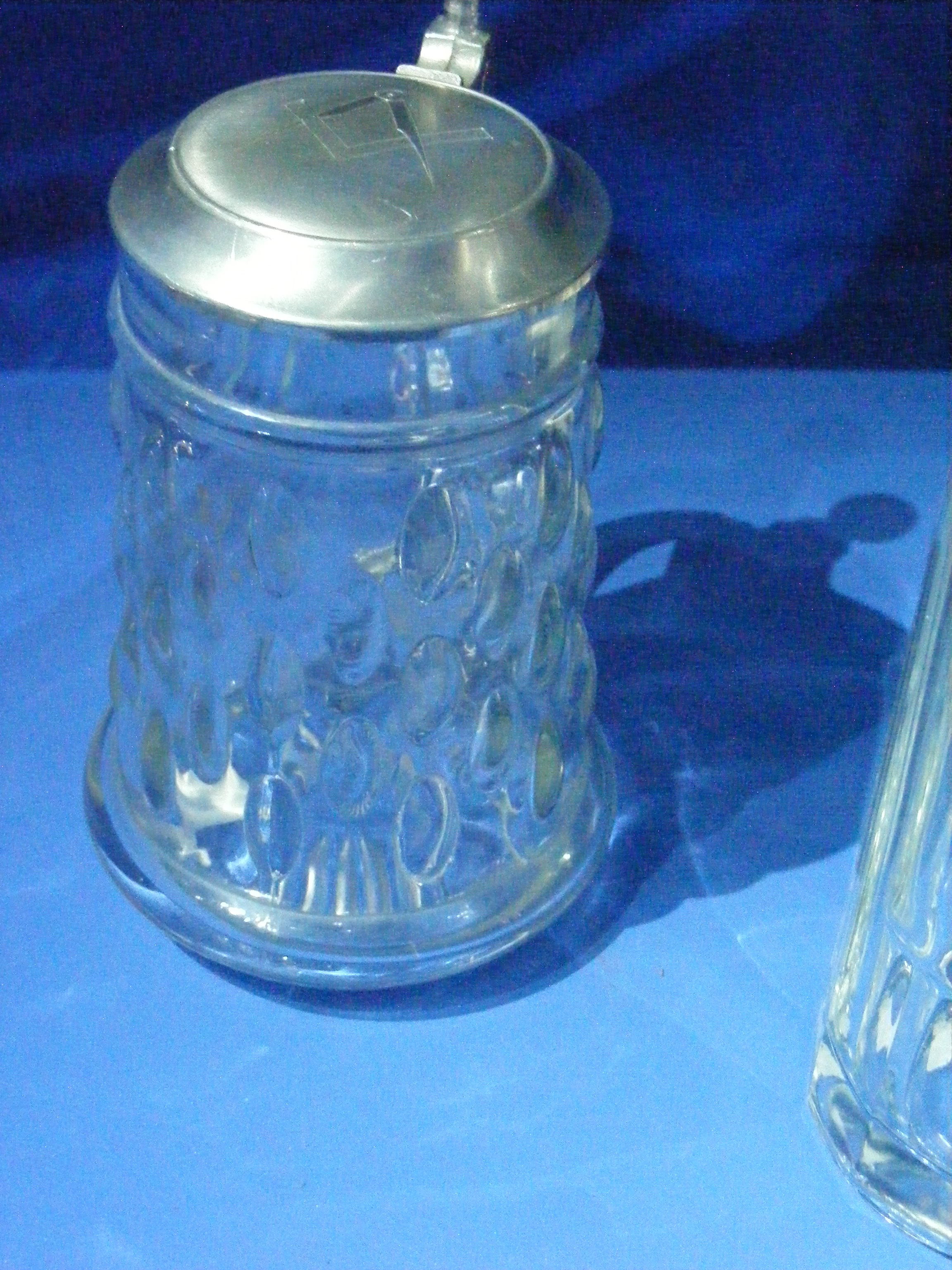
Bierseidel
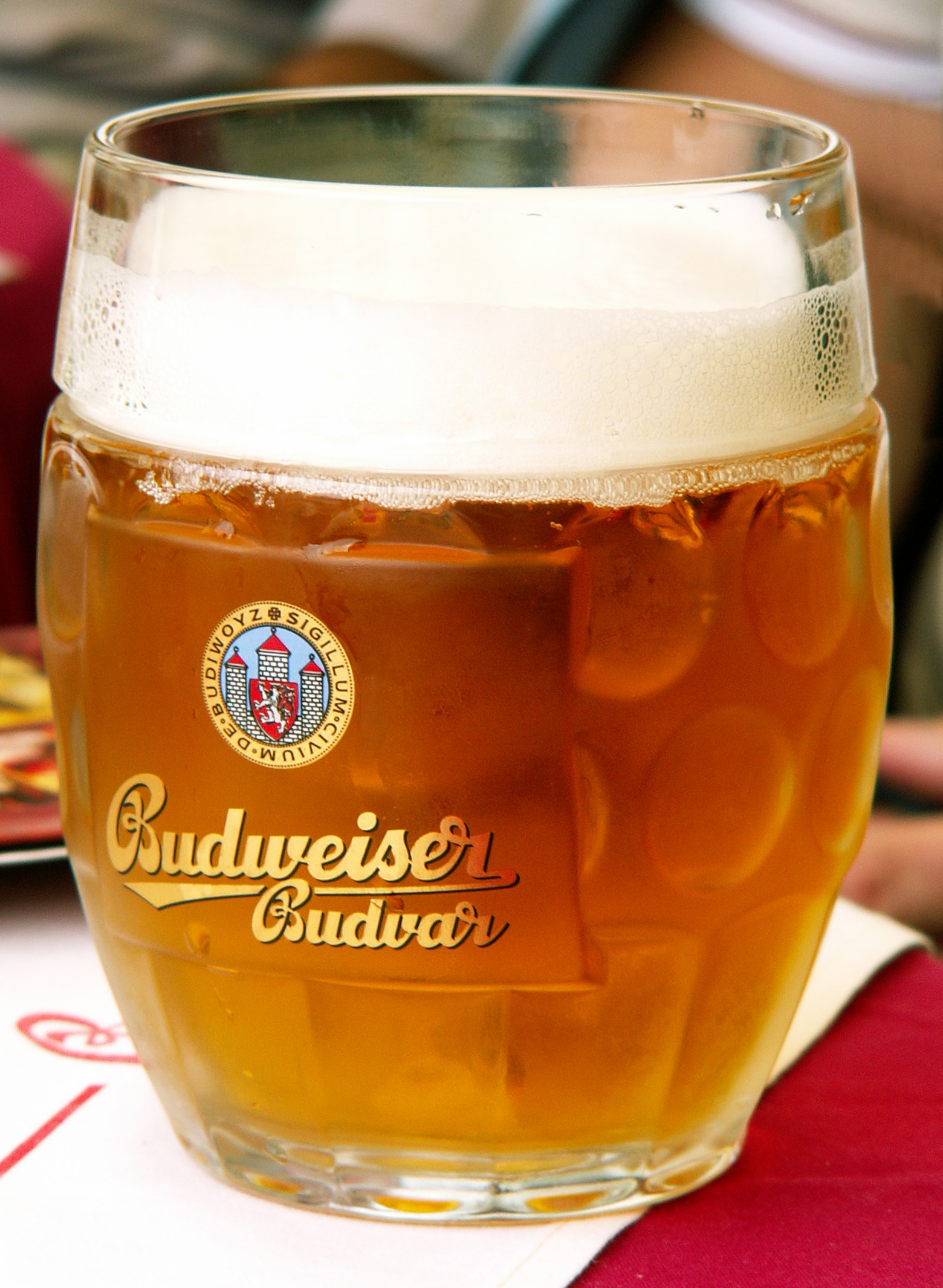
Augenkanne
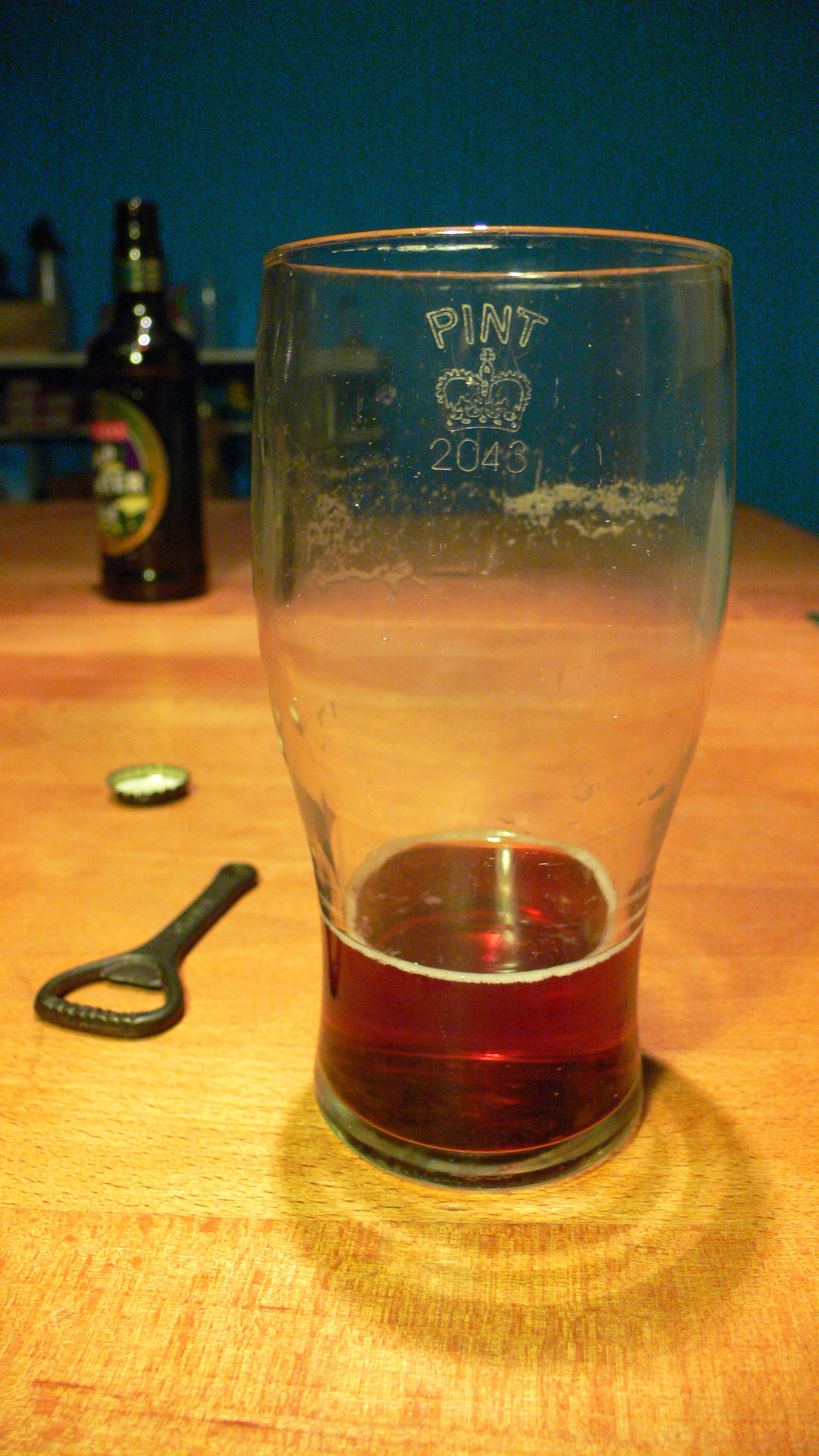
Pintglas
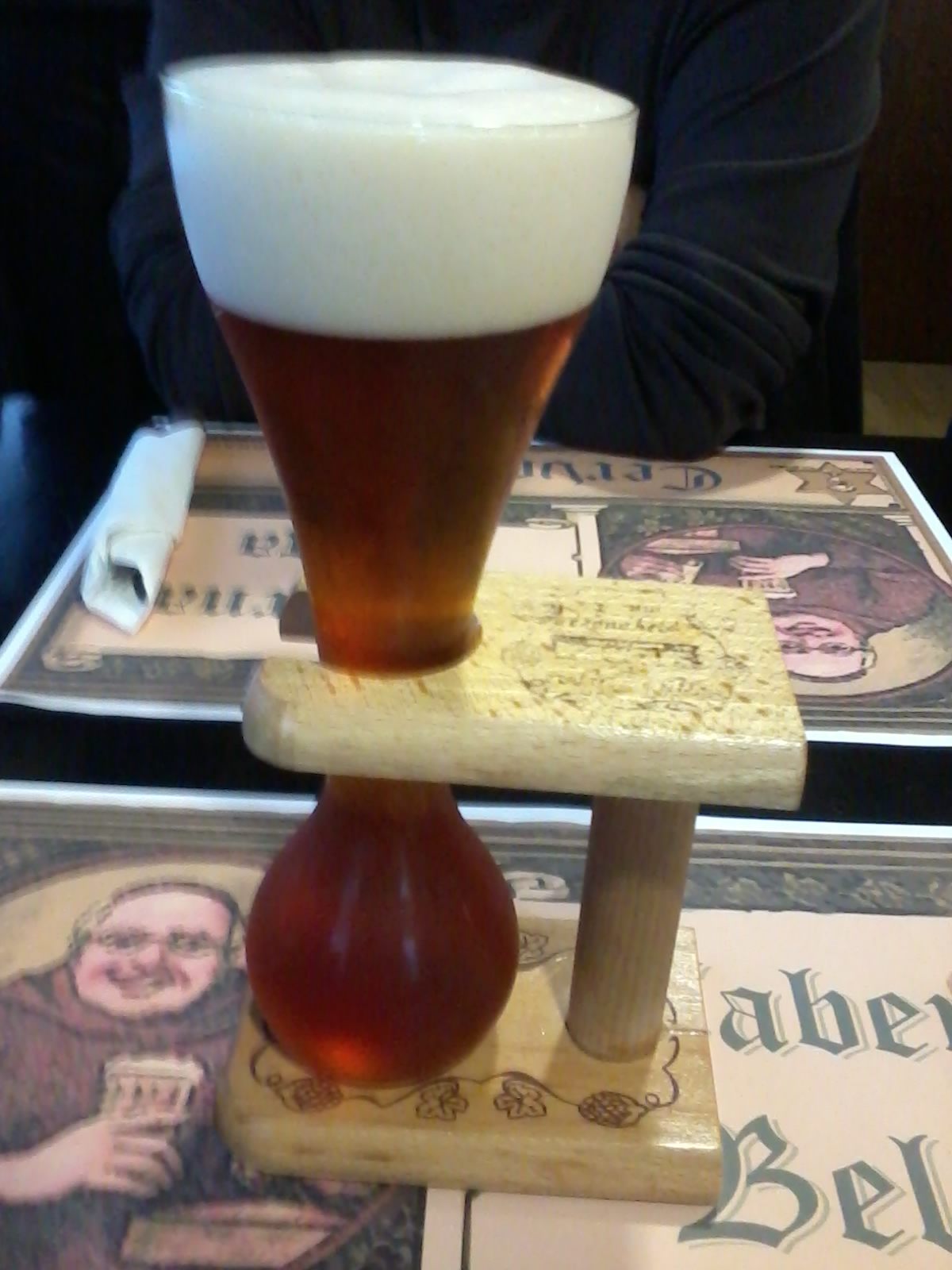
Kutscherglas
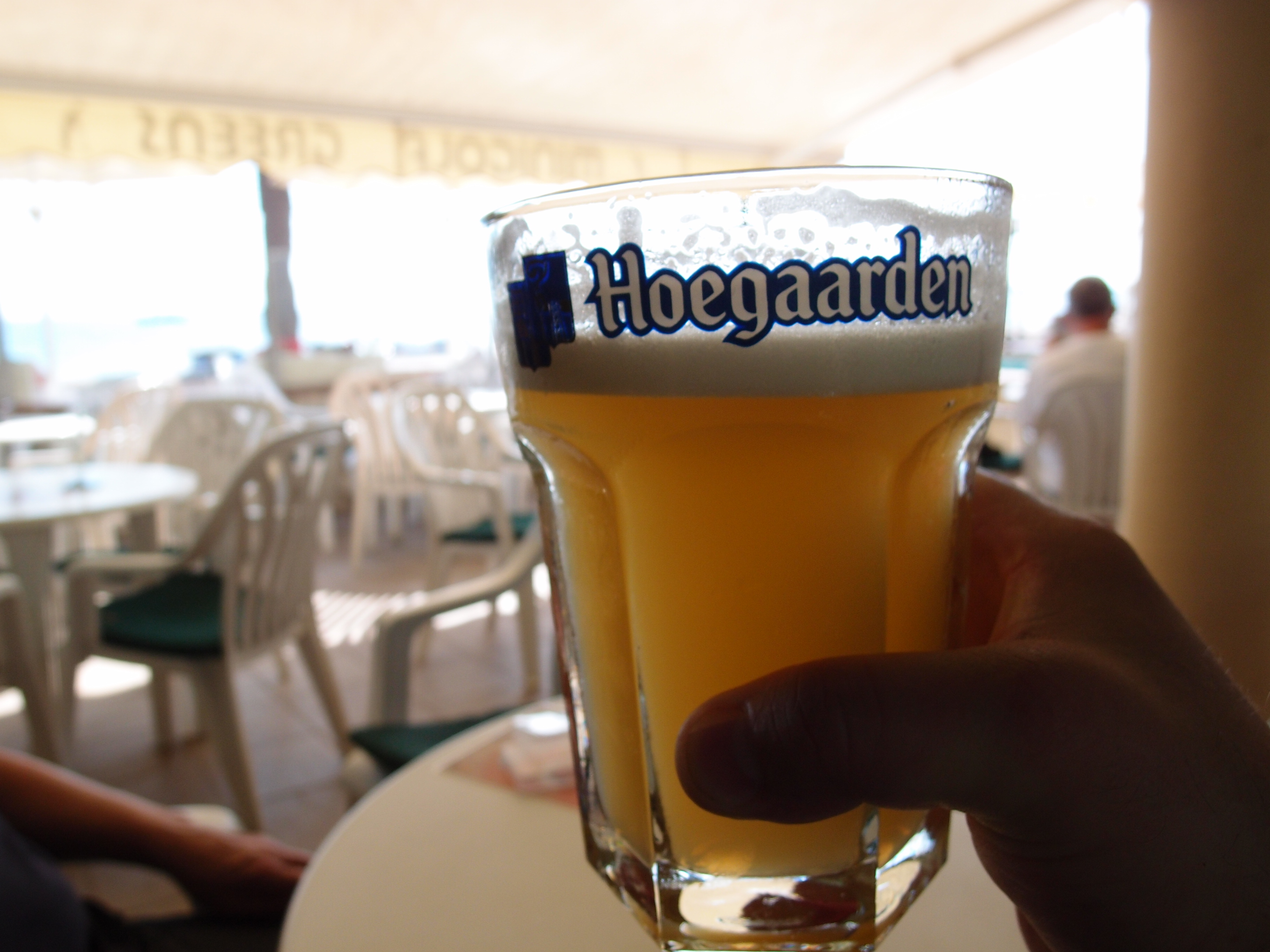
Oktogones Kühlglas
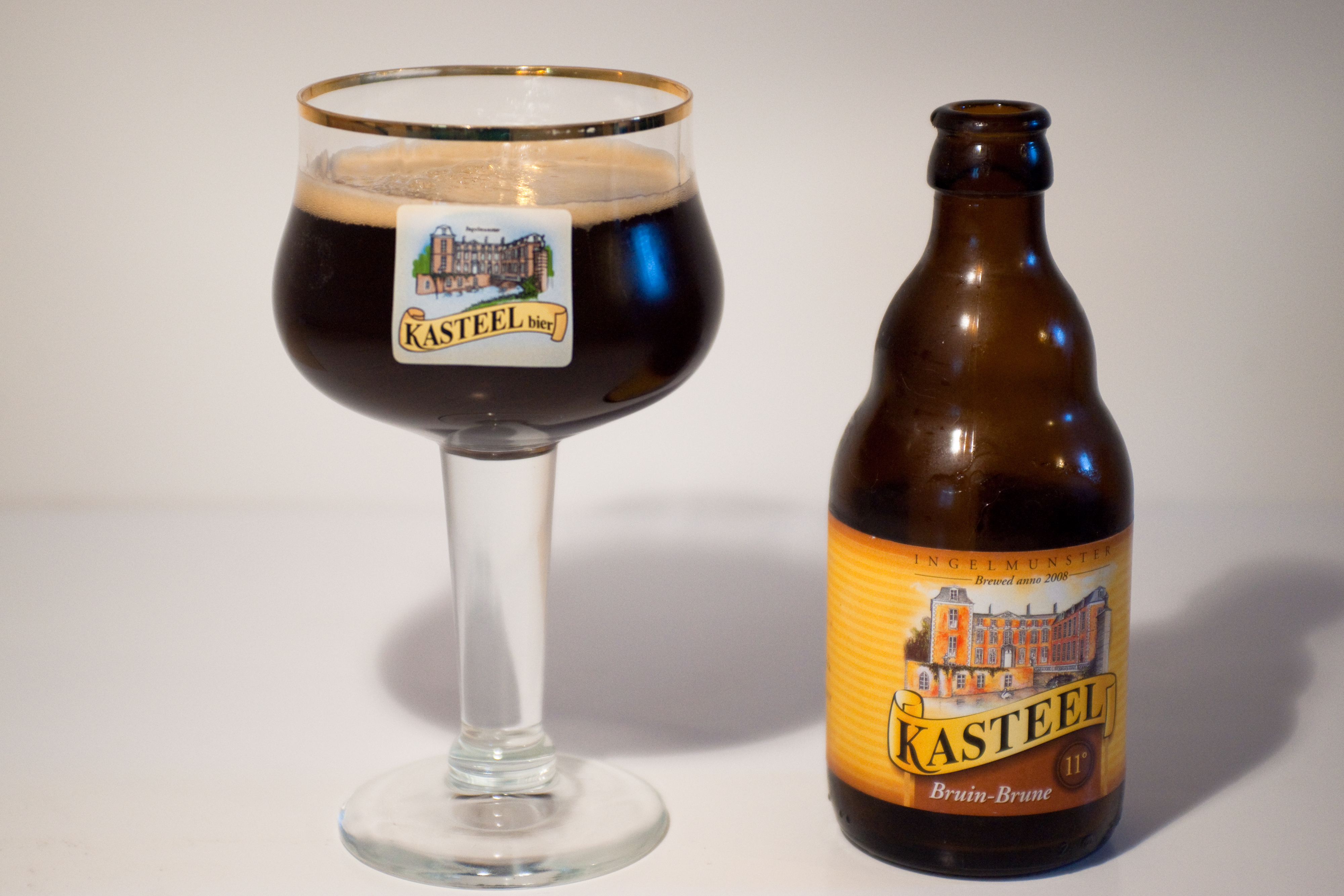
Spezialstielglas (Van Honsebrouck)
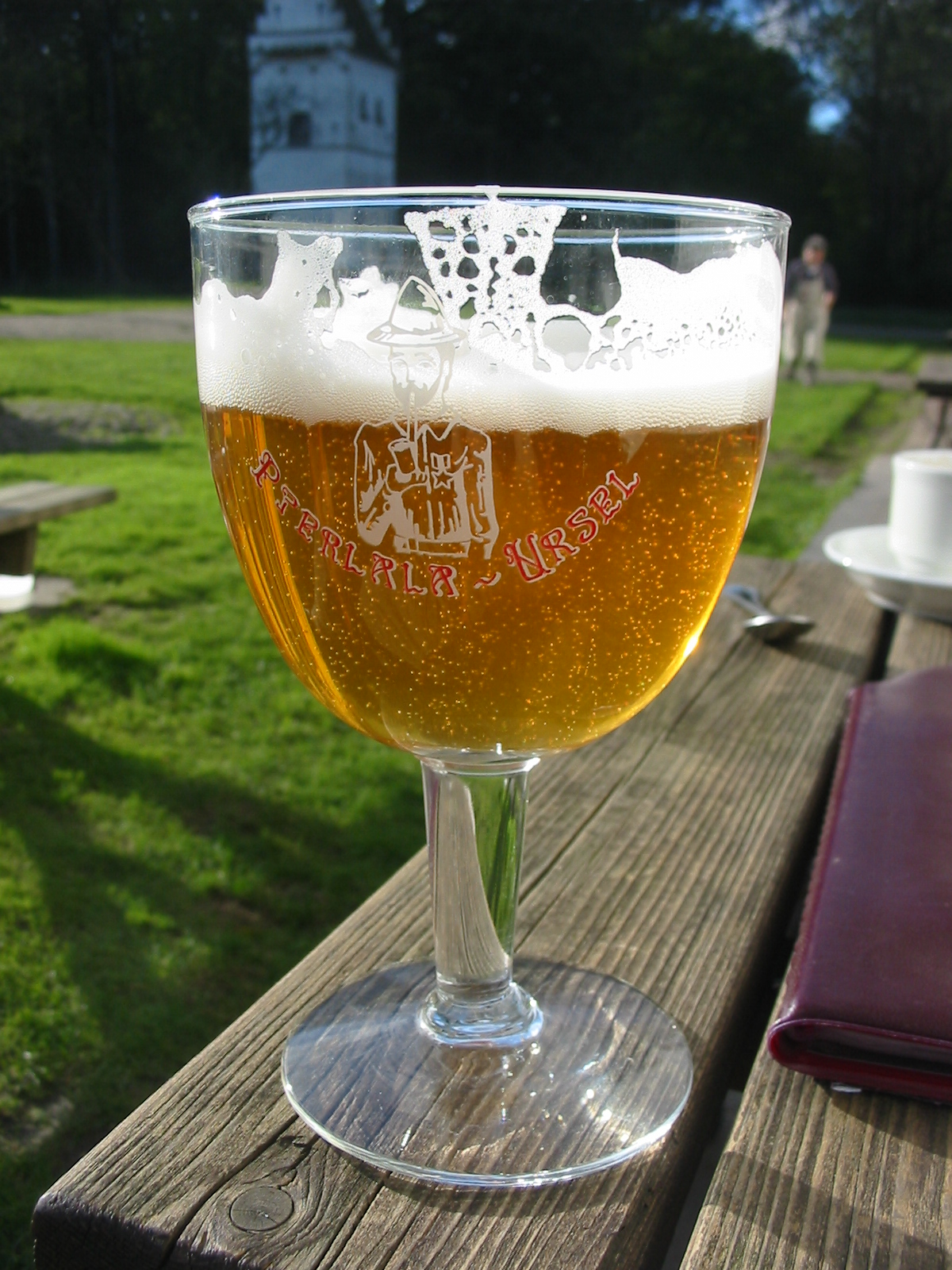
Belgische Bierschale
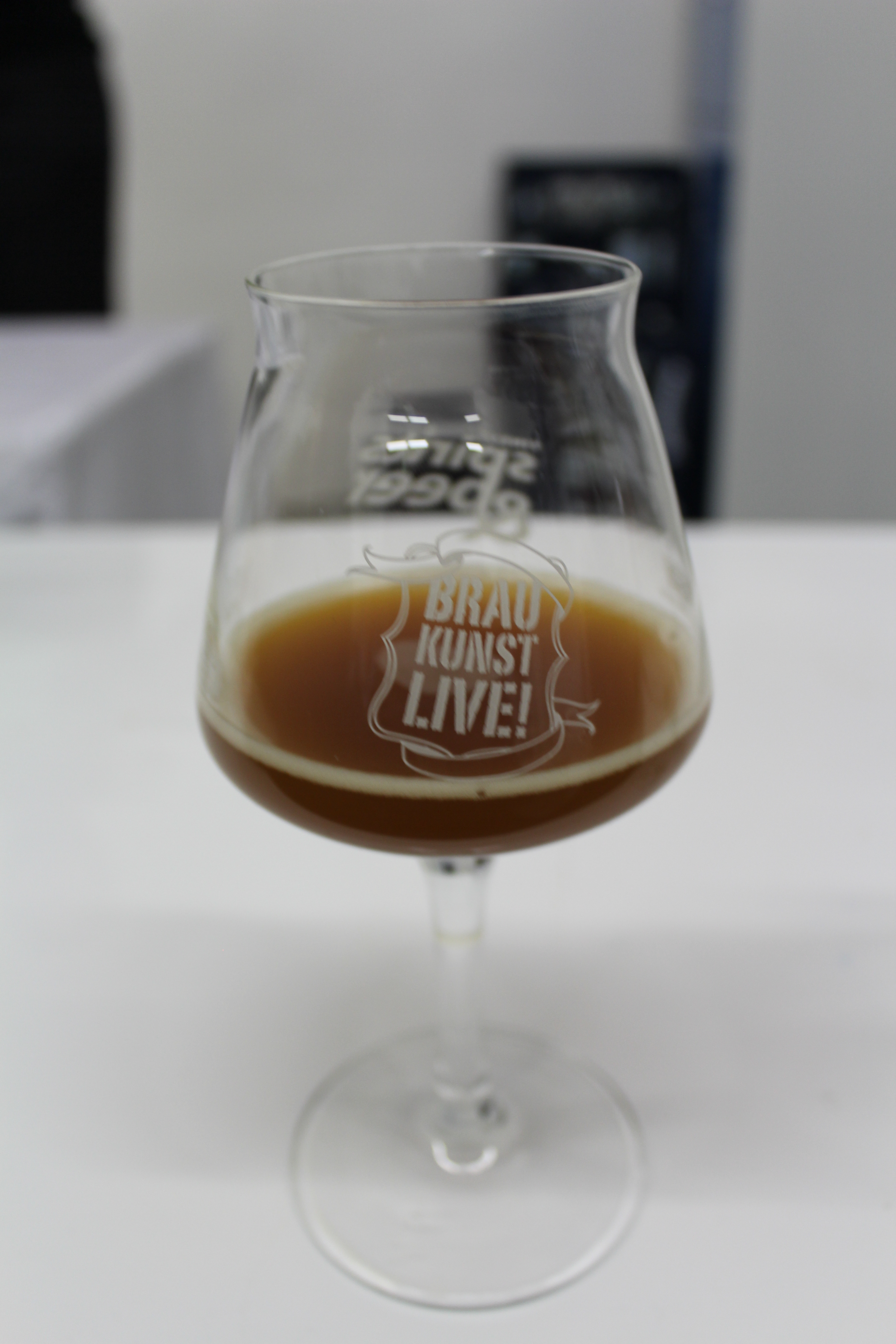
Tekuglas
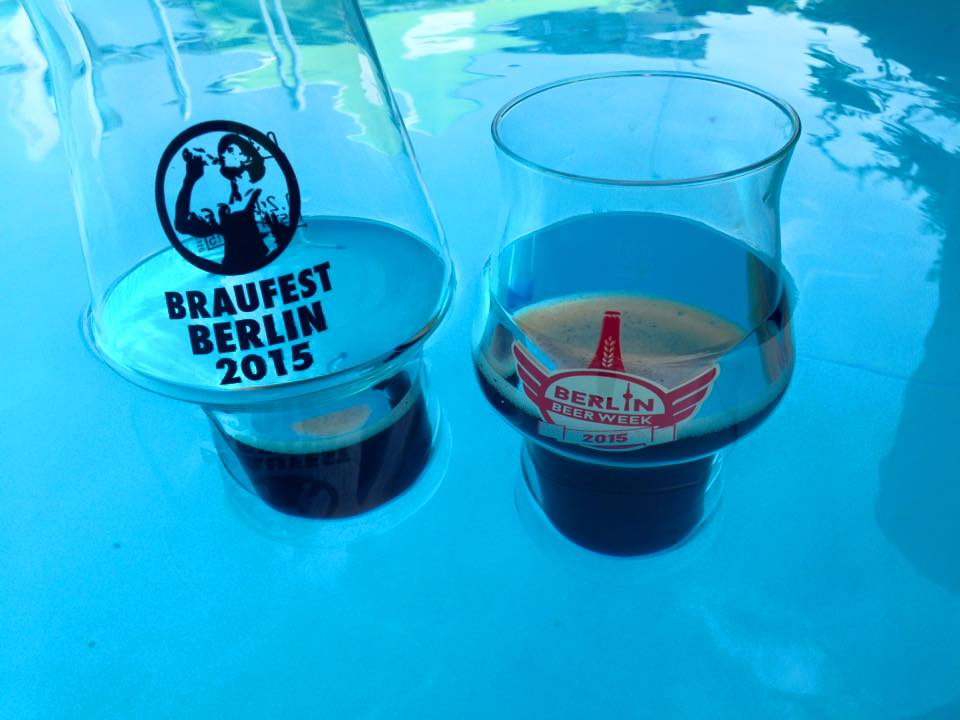
Stoutgläser (schwimmend)
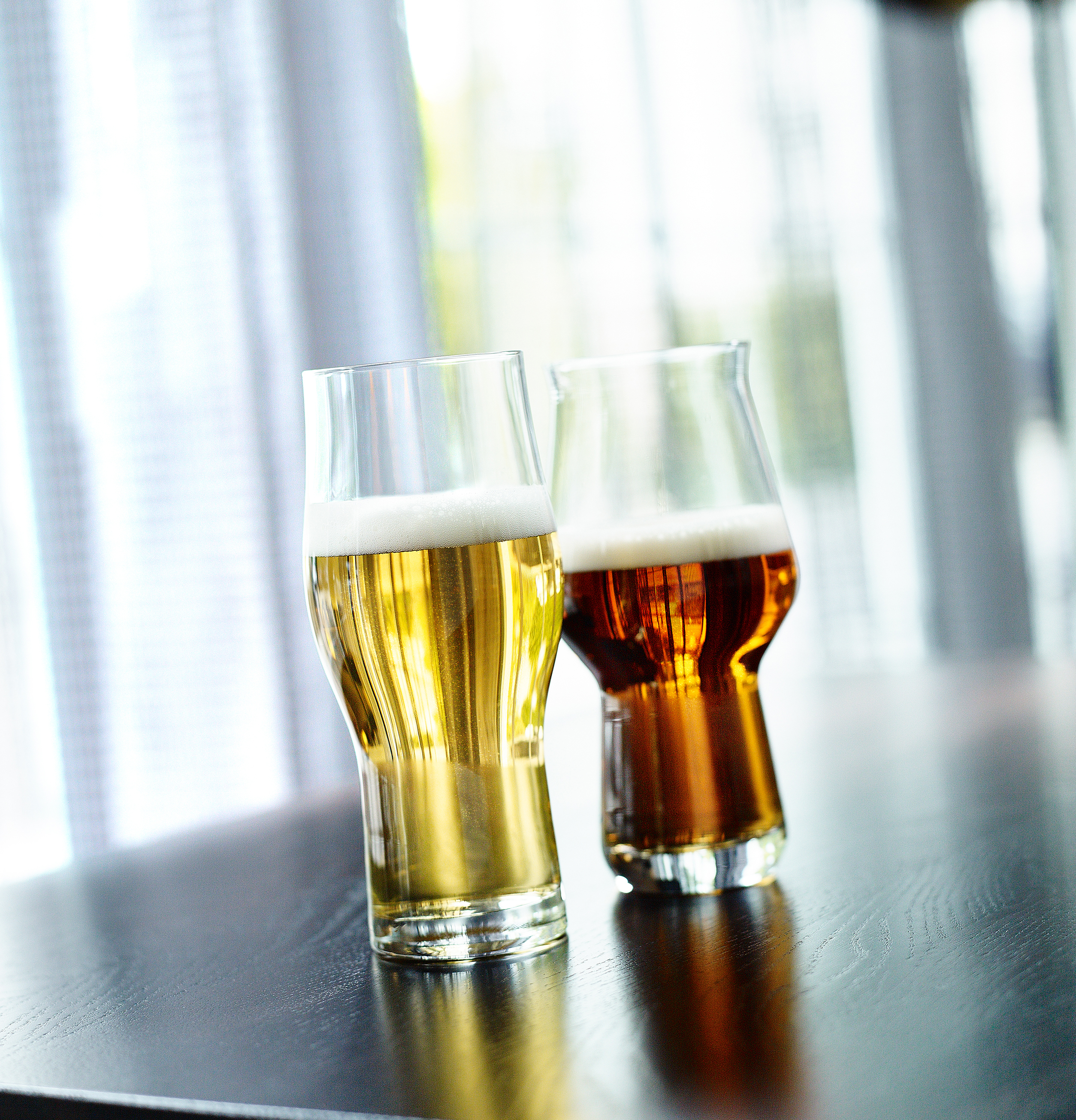
Craftgläser
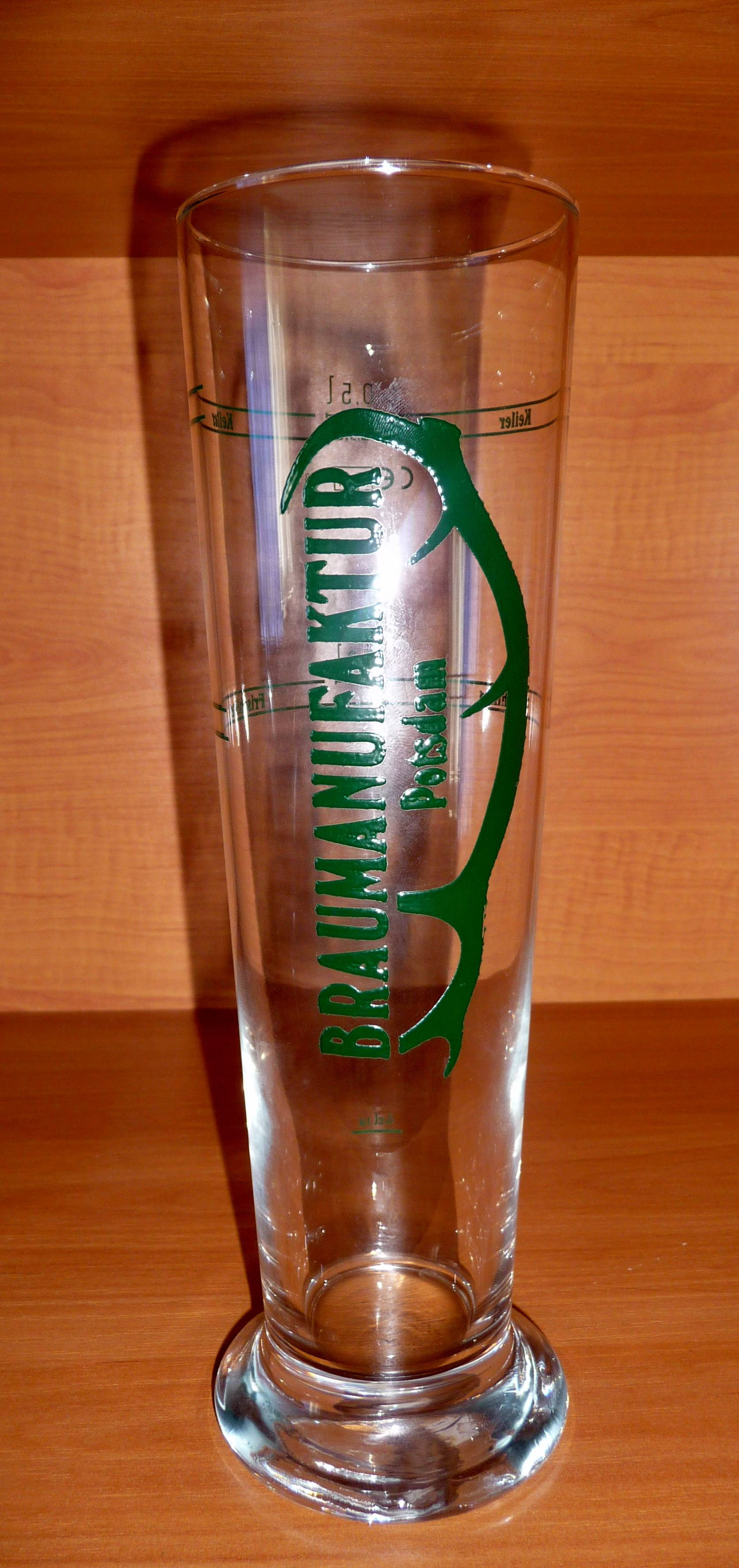
Potsdamer Stange

## Biermaße
Praktische Bedeutung haben die Biermaße in der Gastronomie, bei der Glasherstellung und in den verschiedenen Darreichungsformen des Einzelhandels, so bei Multipack oder Sechserträger. Die gastronomisch verwendeten Biermaße gehen teilweise auf regional unterschiedliche Mess- und Gesetzesvorgaben zurück. Im gewerblichen Ausschank verwendete Schankgefäße sind mit einem Füllstrich zu versehen, der Hersteller muss die Konformität mit den entsprechenden Richtlinien, unter anderem der Europäischen Messgeräterichtlinie (MID) erklären und nachweisen. Der damit verbundene Aufwand reduziert die verfügbaren Schankgefäße, die regional zudem auf die jeweilige Biersorte oder das regionale Brauwesen abgestimmt sind. Typische Packmittel und Flaschennormen sind etwa die DIN 6075-2, DIN 6198 sowie die DIN 6199. Im Zusammenhang mit dem vorgeschriebenen Füllstrich gab es Irritationen mit der EU-Behörde zum bayerischen Ton-Bierkrug, in dem der Füllstand von außen und wegen des Schaums von oben nicht erkennbar ist.
Je nach Gegend haben sich verschiedene Bezeichnungen für Glasgrößen zum Teil aus traditionellen Maßeinheiten erhalten. Die Maßangaben in Österreich kommen insbesondere denen in Bayern sehr nahe. Die Schweiz kennt grundsätzlich ähnliche Formen für Biergläser wie Deutschland. In der deutschsprachigen Schweiz sind Ähnlichkeiten zu Süddeutschland (alemannische Gegend), in der Westschweiz eher zu Frankreich aus der Regionalität vorhanden. Von deutschen Maßen unterscheiden sich Schweizer Bezeichnungen mitunter in der Größe. Traditionellerweise besteht in der Schweiz ein Zusammenhang von Maßbezeichnung und Inhalt. In Restaurants gibt es grundsätzlich Lagerbier oder Spezialbier (Helles), welche in unterschiedlichen Gläsern ausgeschenkt werden.
Für Luxemburg gibt es den Bezug zu Belgien. Belgisches Bier ist äußerst sortenreich und aufgrund des im Rahmen des Vandervelde-Gesetzes von 1919, das den Verkauf von Spirituosen in Bars verbot, tendenziell auch alkoholreicher als in Deutschland. In Belgien sind individuelle Glasformen und -maße für die unterschiedlichen Biersorten verbreitet, teilweise in Schalenform, teilweise ähneln die verwandten Maße auch Likörgläsern und Cognacschwenkern. In (Inner-)Frankreich steht der Weinkonsum im Vordergrund, entsprechend die Bezeichnung «chope».
| Bezeichnung      | Größe Liter | Region                                                    | Anmerkung |
| ---------------- | ----------- | --------------------------------------------------------- | --- |
| Becher           | 000,2       | Düsseldorf                                                | |
| Becher           | 000,3       | deutschsprachige Schweiz                                  | Lagerbier |
| Bierlast         |             |                                                           | |
| Canette          | 000,5       | Westschweiz, insbesondere Freiburg                        | Angabe für Bier im Glas |
| chope            | 000,5       | französischsprachige Schweiz, Frankreich                  | im Glasbierkrug |
| Chübel           | 000,5       | deutschsprachige Schweiz westlich von Zürich              | |
| Chübeli          | 000,3       | deutschsprachige Schweiz                                  | |
| demi             | 000,25      | Frankreich                                                | als Maß von «chope» für die Glasgröße «halbe=demi chope» |
| demi             | 000,5       | Belgien                                                   | aus demi=halb für «½-chope» |
| Doppelliesl      | 004,0       | Österreich                                                | studentisches Maß |
| Doppler          | 002,0       | Bayern und Österreich                                     | für Bier im Glaskrug, meist unabhängig von der Form auch Stiefel genannt, als Maß hauptsächlich für Wein genutzt |
| Flasche          | 000,58      | Ostschweiz                                                | Lagerbier in der Halbliter- bzw. 58-cl-Flasche, prinzipiell ist Flasche ein Schankmaß für Bier, im Norden Deutschlands wird Weizen als Flasche angeboten, wobei das Maß meist als halber Liter vorbestimmt ist.                                                 |
| Flöte            | 000,2       | Köln und Umgebung                                         | |
| Flûte            | 000,2       | Schweiz – Kanton Wallis                                   | |
| Galopin          | 000,2       | Frankreich, Genf (Schweiz)                                | |
| Gambrinus        | 000,4       | deutschsprachige Schweiz                                  | |
| Glas             | 000,3       | in der Steiermark                                         | für ein kleines Bier |
| Grenadier        | 005,0       | Österreich                                                | studentisches Maß |
| Großes           | 000,5       | Deutschschweiz und Österreich                             | mitunter auch nur 0,4 Liter, hier bei zwei Glasgrößen im Ausschank zur Unterscheidung vom „Kleinen“ |
| Halbe            | 000,5       | Bayern, Schwaben und Österreich                           | im Bierkrug oder Glas in einigen Gaststätten, insbesondere in der Münchner Region zunehmend auch 0,4 Liter im Bierkrug oder Glas, verminderte Größe auch als „Preissn-Hoibe“ (Halbe) oder Nogerlweiße                                                           |
| Halber           | 000,5       | Norddeutschland                                           | „ein Halber“ wird im Norden im Bierseidel angeboten, teilweise ebenfalls nur als 0,4 Liter |
| Half Pint        | 000,227     | USA                                                       | entsprechend dem US-Maßsystem |
| Half Pint        | 000,284     | Großbritannien, Irland                                    | entsprechend dem UK-Maßsystem, siehe auch Ladies’ Pint |
| Herrgöttli       | 000,2       | deutschsprachige Schweiz                                  | |
| Hülse            | 000,5       | deutschsprachige Schweiz, Österreich                      | Angebot von Bier in der Flasche, insbesondere auch für Halb-Liter-Dosen benutzt |
| Humpe            | 000,5       | deutschsprachige Schweiz                                  | im Glasbierkrug |
| Humpen           | 000,5       | Saarland                                                  | üblich für Pilsner |
| Humpen           | 000,4       | Luxemburg                                                 | bis 2005: 0,33 l |
| Humpen           | 005,0       | Österreich                                                | Bierzapfung meist in der großen Form einer Kanne |
| Kattla           | 000,4       | Raum Coburg                                               | |
| Kleines          | 000,3       | Deutschschweiz, Deutschland und Österreich                | ursprünglich als Drittelliter, heute auch nur noch 0,2 Liter, der Begriff gilt insbesondere in der Gastronomie zur Unterscheidung vom „Großen“ |
| Krug             | 001,0       | deutschsprachige Schweiz                                  | |
| Krügel           | 000,5       | Österreich                                                | im Glas, in Ostösterreich auch als Krügerl benannt, insbesondere als gerades Bierglas mit Henkel, als Maß entspricht es dem englischen Pint. Die Bezeichnung gilt vorrangig für Österreich und dort sowohl als gastronomischer Begriff als auch als Maßeinheit. |
| Kübel            | 000,5       | westliche deutschsprachige Schweiz, Innerschweiz und Bern | |
| Kugel            | 000,4       | Berlin                                                    | im bauchigen, fast runden Glas |
| Kugel            | 000,33      | Dortmund                                                  | im bauchigen, fast runden Glas |
| Kunigundenmaß    | 001,125     | Kronach (Oberfranken)                                     | Historische Maßeinheit in Kronach, die 1803 durch die Vereinheitlichung von Maße und Gewichte in Bayern verloren ging, 2007 zum historischen Stadtfest aber wiederbelebt wurde.                                                                                 |
| Ladies’ Pint     | 000,284     | Großbritannien, Irland                                    | in den USA als Half Pint |
| Liesl            | 002,0       | Österreich                                                | studentisches Maß |
| Lütten           | 000,2       | Schleswig-Holstein                                        | bis zu 0,33 Liter |
| Maß              | 001,0       | Süddeutschland, Franken, Österreich und Deutschschweiz    | früher allgemein das servierte Schankmaß eines Bierkrugs oder -glases. Von Region zu Region unterschieden sich die Referenzmaße, bevor 1871 mit der Übernahme des metrischen Systems auf „1 Liter“ umgestellt wurde (siehe dazu Maßkrug, Abschnitt Geschichte). |
| Mini             | 000,2       | Schweiz, im Besonderen im Wallis                          | |
| Mini             | 000,3       | Luxemburg                                                 | |
| Molle            | 000,5       | Berliner Raum                                             | im Glas, meist in Stangenform, auch auf Flaschen gefüllt |
| Nößel            | 000,5       | Braunschweig                                              | |
| Patron           | 000,5       | vorwiegend im Süden Österreichs (Kärnten)                 | |
| Pfiff            | 000,125     | Österreich                                                | Der Achtelliter wird auch mit 0,17 Liter für ½-Seidel oder ⅓-Krügel, im gastronomischen Angebot wiederum meist im 0,2 Liter-Glas |
| Pint             | 000,568     | Großbritannien, Irland, Kanada (offiziell)                | mit dem UK-Maßsystem verbunden als Imperial Pint |
| Pint             | 000,473     | USA, Kanada                                               | mit dem UK-Maßsystem genauer als „US liquid Pint“ |
| Quartl           | 000,25      | Bayern                                                    | Genutzt wird das Maß im Bierkrug oder Glas |
| Rugeli           | 000,3       | Basel und Umgebung                                        | in einem bauchigen Glas mit Henkel |
| Schimmala        | 000,75      | Franken                                                   | |
| Schnitt          | 000,3–0,4   | Bayern                                                    | Der Schnitt ist kein eigentliches Biermaß, sondern ist die Bezeichnung für ein schnell eingeschenktes Bier in einem 0,5-Liter-Glas. Der Schnitt wird serviert, ohne dass sich der Schaum vorher setzen konnte.                                                  |
| Schoppen         | 000,25      | Bayern                                                    | Bierangebot im Glas |
| Schoppen         | 000,5       | Pfalz                                                     | Der Schoppen wird im Glas angeboten, gilt jedoch vorzugsweise für Wein. |
| Seidl            | 000,3       | (Ost-)Österreich mit Ausnahme von Teilen der Steiermark   | in Westösterreich oft auch Seitei oder Seiterl |
| Seidl            | 000,5       | Bayern                                                    | Der Seidl wird im Glas angeboten. |
| Seidla           | 000,5       | Franken                                                   | Ein Seidla wird im Stein- oder Glaskrug serviert und hat dieselbe Größe wie die „Halbe (Holbe)“ in Altbayern. |
| Spezli           | 000,33      | Ostschweiz                                                | Der Begriff steht sowohl für die Form, als Maß aber auch für den Inhalt der Flasche „Spezialbier“. |
| Kölner Stange    | 000,2       | Köln und Umgebung                                         | Die Stange ist eine spezielle Glasform für Kölsch und besitzt das benannte Maß. |
| Stange           | 000,3       | deutschsprachige Schweiz und Südbaden                     | Allgemein ist es das Maß für Lagerbier im Glas. |
| Stange           | 000,3       | Raum Köln und Düsseldorf                                  | Glasform nicht nur für Kölsch, immer als Bier im Glas, oft auch nur 0,2 Liter |
| Potsdamer Stange | 000,5       | Raum Berlin/Brandenburg                                   | Glasform für die untergärige Weizenbiersorte Potsdamer Stange |
| Stängeli         | 000,3       | alemannischsprachiger Teil Deutschlands                   | im Glas, oft auch nur 0,2 Liter |
| Stein            | 001,0       | Rheinland-Pfalz                                           | zudem Vorgabe für die Gefäßart |
| Stiefel          | 002,0       | allgemein                                                 | als Maß auch Doppler genannt Der Bierstiefel gibt mit seiner Form die Größe vor, in neuerer Zeit Stiefel in anderen Größen. Die Form des Glases stammt von echten Stiefeln, aus denen zur Strafe oder auch als Mutprobe getrunken wurde.                        |
| Stößchen         | 000,1       | Köln und Umgebung                                         | hier für Kölsch auf der Glasform basierende Maßangabe |
| Stößchen         | 000,15      | Dortmund                                                  | Das Stößchen ist als Maß ein kleines Bier. |
| Stübchen         | 003,6       | Braunschweig                                              | Das Stübchen fasst etwa 3,6 Liter, ausgeschenkt werden üblicherweise „viertel Stübchen“ zu 0,9–1 Liter |
| Stüpper          | 000,5       | Sensebezirk                                               | in der Flasche im Kanton Freiburg in der Schweiz |
| Yard             | 001,136     | Großbritannien, Irland                                    | abgeleitete Form für „2 Imperial Pint“ |

## Sonstiges
- Karaffe: studentische Maßeinheit; 1,6 – 2,0 Liter
- Schankmaß: alt; 1,069 Liter
- Pitcher: Kanne mit einem Fassungsvermögen von 1,8 Litern